# Waltenhausen

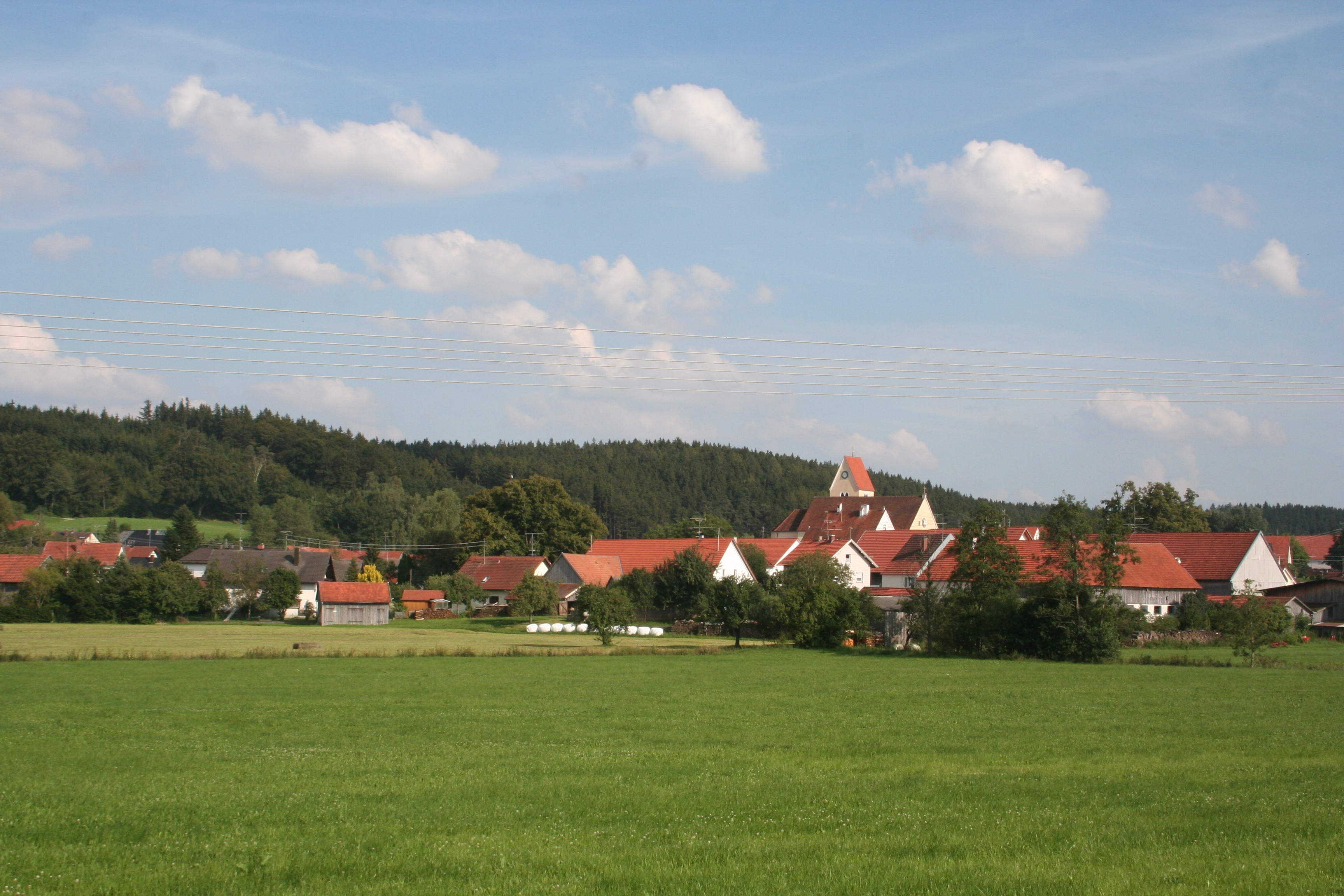
Blick auf Waltenhausen von Nordwesten

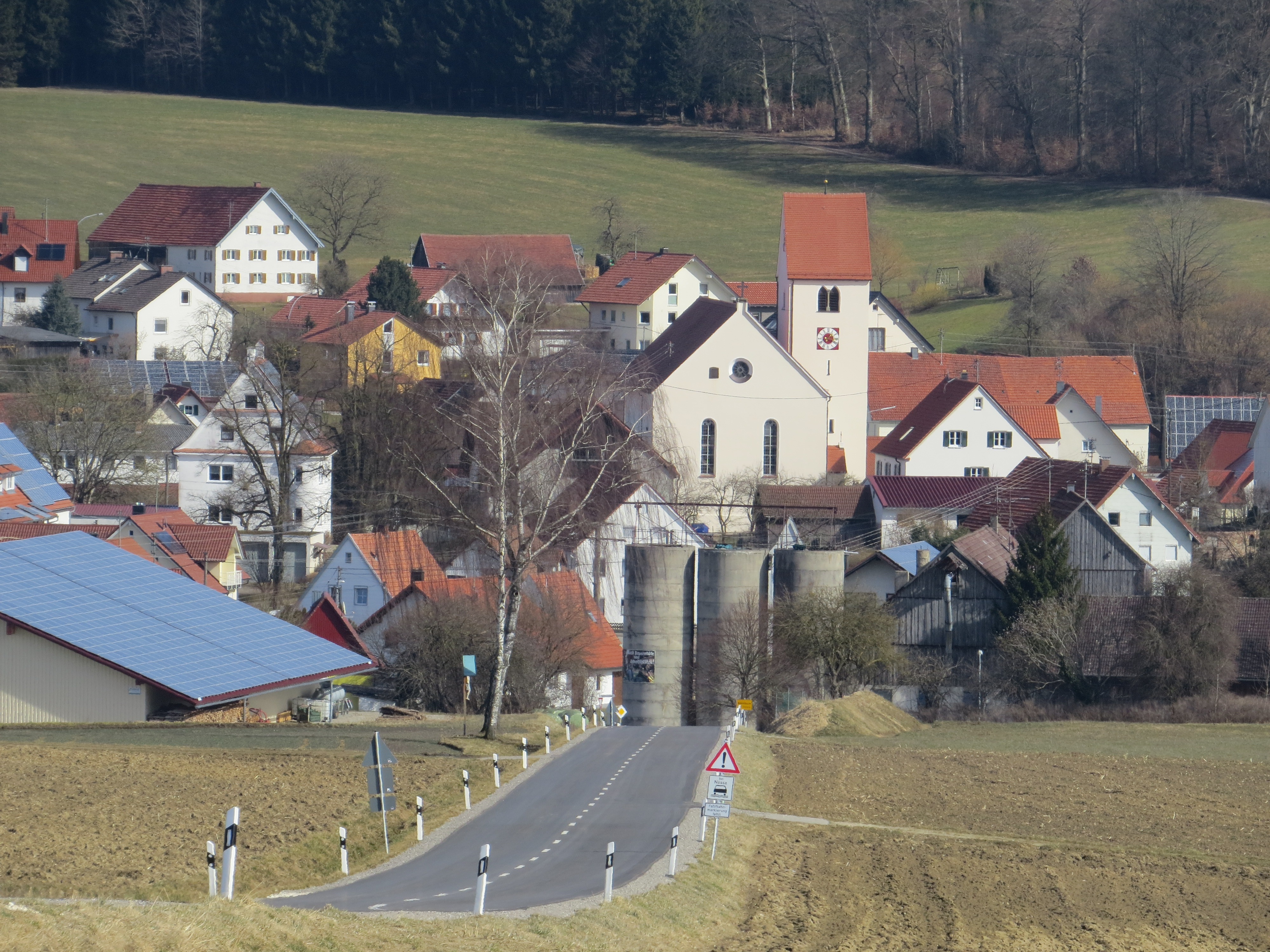
Waltenhausen von Westen

Waltenhausen ist eine Gemeinde im schwäbischen Landkreis Günzburg. Die Gemeinde ist Mitglied der Verwaltungsgemeinschaft Krumbach (Schwaben).

## Geografie

### Lage
Waltenhausen liegt an der Mündung des Weilerbachs in den auch Krumbächle genannten Krumbach. Weiler liegt südlich von Waltenhausen auf dem Riedel zwischen den Tälern dieser beiden Bäche. Hairenbuch liegt westlich von Waltenhausen im Tal der Gutnach.
Waltenhausen liegt in der Region Donau-Iller im Regierungsbezirk Schwaben.

### Gemeindegliederung
Die Gemeinde besteht aus drei Gemarkungen, die deckungsgleich mit den drei Gemeindeteilen sind (in Klammern ist der Siedlungstyp angegeben):
- Hairenbuch (Kirchdorf)
- Waltenhausen (Pfarrdorf)
- Weiler (Kirchdorf)

### Nachbargemeinden
Nachbargemeinden sind im Osten die Gemeinde Aletshausen, im Südosten die im Landkreis Unterallgäu liegende Gemeinde Breitenbrunn, im Süden und Westen die ebenfalls zum Nachbarlandkreis gehörende Gemeinde Kirchhaslach, im Nordwesten die Gemeinde Ebershausen und im Norden die Stadt Krumbach (Schwaben). Im Norden grenzt die Gemeinde auch an das gemeindefreie Gebiet Ebershauser-Nattenhauser Wald.

## Geschichte

### Bis zur Gemeindegründung
Im Jahr 1120 wurde Waltenhausen erstmals urkundlich erwähnt. Damals lag der Ort im Herzogtum Schwaben. Die Familie von Wernau hatte von 1423 bis 1541 die Herrschaft in Waltenhausen inne. Die Fugger erwarben von ihnen 1541 die Herrschaft, ab da gehörte Waltenhausen zur Fuggerschen Familienstiftung. Sieben Jahre später entstand an der Stelle des Werdnau’schen Schlosses das Pfründespital Waltenhausen, das im Jahr 1824 bis auf den ehemaligen Zehentstadel (Lindenstraße 8; → siehe auch: Liste der Baudenkmäler in Waltenhausen) abgebrochen wurde. Dieser wurde noch lange Zeit als Fugger’sches Forsthaus genutzt. Mit der Rheinbundakte 1806 kam der Ort zu Bayern.

### Eingemeindungen
Im Zuge der Gebietsreform in Bayern wurden am 1. Mai 1978 die Gemeinden Hairenbuch und Weiler eingegliedert.

### Einwohnerentwicklung
| Jahr      | 1961 | 1970 | 1987 | 1991 | 1995 | 2000 | 2005 | 2010 | 2015 |
| Einwohner | 634  | 639  | 607  | 634  | 664  | 706  | 707  | 685  | 702  |

Zwischen 1988 und 2018 wuchs die Gemeinde von 631 auf 731 um 100 Einwohner bzw. um 15,9 %.

## Politik

### Gemeinderat und Bürgermeister
Der Gemeinderat hat acht Mitglieder. Bei der Kommunalwahl 2020 entfielen auf die Freie Wählergemeinschaft Waltenhausen vier Sitze (48,4 %), auf die Freie Wählergemeinschaft Weiler (29,6 %) und auf die Freie Wählergemeinschaft Hairenbuch (22,0 %) jeweils zwei Sitze.
Bürgermeister ist seit 1. Mai 2020 Alois Rampp (Freie Wählergemeinschaft Waltenhausen), der ohne Mitbewerber mit 85,0 % der Stimmen gewählt wurde. Sein Vorgänger von Mai 2008 bis April 2020 war Karl Weiß (Freie Wählergemeinschaften).

### Wappen
|                 | Blasonierung: „Über silbernem Schildfuß, darin ein mit drei goldenen Kugeln belegter schwarzer Schrägbalken, in Blau eine goldene heraldische Lilie.“ |
| 1966 angenommen | |

## Baudenkmäler
Die neuromanische Pfarrkirche St. Georg wurde im Jahr 1864 erbaut, da die im Stil der Spätgotik erbaute Vorgängerkirche einsturzgefährdet war. Nur der Turm stammt noch von dem Vorgängerbau aus dem 15. Jahrhundert. Die Ausstattung der Kirche stammt großteils aus der Zeit des Neubaus von Handwerkern aus der Region. Bei der Renovierung im Jahr 1988 wurde die Originalfassung des Innenraums rekonstruiert, der zwischenzeitlich weiß überstrichen worden war.

## Wirtschaft und Infrastruktur

### Wirtschaft einschließlich Land- und Forstwirtschaft
Es gab 2017 nach der amtlichen Statistik in der Gemeinde 41 sozialversicherungspflichtig Beschäftigte. Von der Wohnbevölkerung standen 299 Personen in einer versicherungspflichtigen Tätigkeit, so dass die Zahl der Auspendler um 258 höher war als die der Einpendler. Acht Einwohner waren arbeitslos. 2016 gab es 19 landwirtschaftliche Betriebe.

### Verkehr
Durch das Gemeindegebiet führt die Kreisstraße GZ 13. Diese verbindet Waltenhausen und Hairenbuch mit Haupeltshofen (Anschluss an die B 16) beziehungsweise mit Ebershausen (Anschluss an die B 300). Ansonsten sind die Orte der Gemeinde über Gemeindeverbindungsstraßen mit Krumbach, Kirchhaslach und Loppenhausen verbunden.
Seit Juli 2009 sind die Orte der Gemeinde an den Stadtbusverkehr von Krumbach (Flexibus Krumbach) angeschlossen, der mit Kleinbussen nach dem Prinzip des bedarfsgesteuerten Flächenbetriebes durchgeführt wird.

## Sonstiges
Waltenhausen ist die am höchsten über Normalnull gelegene Gemeinde im Landkreis Günzburg. Mit 746 Einwohnern ist die Gemeinde die drittkleinste im Landkreis. Außerdem ist sie die am zweitdünnsten besiedelte Gemeinde.